# Christoph Friedrich Tresenreuter
Christoph Friedrich Tresenreuter (8. září 1709, Etzelwang – 5. ledna 1746, Altdorf) byl evangelický kazatel, teolog a astronom.
V letech 1733–1737 byl kazatelem švédského velvyslanectví ve Vídni (jeho nástupcem se stal Christoph Gerhard Sucke). Od roku 1737 působil na Univerzitě v Altdorfu u Norimberka, kde dosáhl hodnosti rektora.